# Syzygium schlechteri
Syzygium schlechteri är en myrtenväxtart som beskrevs av Friedrich Ludwig Diels. Syzygium schlechteri ingår i släktet Syzygium och familjen myrtenväxter. Inga underarter finns listade i Catalogue of Life.